# グラマーエンジェルス
グラマーエンジェルスは、ゲイプロレスラーのユニット。LLPW所属で女子プロレスラー扱い。プロデュースはLLPW初代代表の風間ルミ。

## 概要
- 2005年、第1期生がデビュー。現在まで5期生がデビューしている。
- 2010年、引退した1期生が初代グラマーエンジェルスとして期間限定復帰してLLPWのOGであるGAMIがプロデュースするプロレスリングWAVEを中心に活動。
- 2012年、初代グラマーエンジェルスがWAVE芸能部所属となる[1]。

## メンバー
- SAWACO（3期生）
- JUKKO（3期生）
- ミラ（5期生）
- 盛琳（5期生）

## 初代グラマーエンジェルス
- 葉千子（1期生）
- 麗香（1期生）

## 元メンバー
- 内菜（2期生）
- トドエ（4期生）